# He Zhuoqiang
He Zhuoqiang (12 de janeiro de 1967, em Nanhai) é um ex-halterofilista da China.
He Zhuoqiang foi campeão mundial júnior em 1986, com 252,5 kg no total combinado (115 kg no arranque e 137,5 no arremesso), na categoria até 52 kg.
Ele foi por duas vezes vice-campeão mundial, em 1987, e em 1989, com 260 kg no total, na categoria até 52 kg.
Em Jogos Olímpicos, He Zhuoqiang ficou com o bronze em 1988, com 257,5 kg (112,5+145).
Quadro de resultados
| Ano  | Competição                | Lugar          | Total    | Posição | Arranque | Posição | Arremesso | Posição | Classe de peso |
| ---- | ------------------------- | -------------- | -------- | ------- | -------- | ------- | --------- | ------- | -------------- |
| 1986 | Campeonato Mundial Júnior | Donaueschingen | 252,5 kg | 1.      | 115 kg   | 1.      | 137,5 kg  | 1.      | –52 kg         |
| 1986 | Campeonato Mundial        | Sófia          | 247,5 kg | 4.      | 112,5 kg | 2.      | 135 kg    | 5.      | –52 kg         |
| 1986 | Jogos Asiáticos           | Seul           |          | 1.      |          |         |           |         | –52 kg         |
| 1987 | Campeonato Mundial        | Ostrava        | 260 kg   | 2.      | 112,5 kg | 2.      | 147,5 kg  | 1.      | –52 kg         |
| 1988 | Jogos Olímpicos *         | Seul           | 257,5 kg | 3.      | 112,5 kg |         | 145 kg    |         | –52 kg         |
| 1989 | Campeonato Mundial        | Atenas         | 260 kg   | 2.      | 117,5 kg | 1.      | 145 kg    | 3.      | –52 kg         |
| 1990 | Jogos Asiáticos           | Pequim         |          | 1.      |          |         |           |         | –52 kg         |

* Nos Jogos Olímpicos as medalhas são dadas somente para o total combinado
Quadro de recordes

He Zhuoqiang definiu nove recordes mundiais ao longo de sua carreira — seis no arranque, um no arremesso e dois no total combinado, na categoria até 52 kg.
| Data       | Disciplina | Marca    | Classe de peso | Lugar          |
| ---------- | ---------- | -------- | -------------- | -------------- |
| 26.05.1986 | Arranque   | 116 kg   | –52 kg         | Donaueschingen |
| 17.04.1987 | Arranque   | 116,5 kg | –52 kg         | Ageo           |
| 06.09.1987 | Arremesso  | 153 kg   | –52 kg         | Ostrava        |
| 22.11.1987 | Arranque   | 117,5 kg | –52 kg         | Shilong        |
| 22.11.1987 | Total      | 265 kg   | –52 kg         | Shilong        |
| 16.06.1988 | Arranque   | 119 kg   | –52 kg         | Shilong        |
| 16.06.1988 | Arranque   | 119,5 kg | –52 kg         | Shilong        |
| 16.06.1988 | Total      | 267,5 kg | –52 kg         | Shilong        |
| 29.05.1992 | Arranque   | 121 kg   | –52 kg         | Cardiff        |